# ADAMTS6
ADAMTS6‏ (ADAM metallopeptidase with thrombospondin type 1 motif 6) هوَ بروتين يُشَفر بواسطة جين ADAMTS6 في الإنسان.